# Spechbach-le-Haut
Spechbach-le-Haut (Oberspechbach in tedesco,Owerspachbi in alsaziano) è un comune francese di 663 abitanti situato nel dipartimento dell'Alto Reno nella regione del Grand Est.

## Società

### Evoluzione demografica
Abitanti censiti